# Guzmania globosa
Guzmania globosa är en gräsväxtart som beskrevs av Lyman Bradford Smith. Guzmania globosa ingår i släktet Guzmania och familjen Bromeliaceae. Inga underarter finns listade i Catalogue of Life.